# Paloxe
Paloxen sind auf der Basis von Transportpaletten gebaute Behälter mit festen Seitenwänden rundum. Die Seitenwände können Öffnungen (Lüftungsschlitze) haben. Im Unterschied zu Gitterboxen unterliegt die Höhe der Seitenwände nicht zwingend einer Normung, und Paloxen müssen nicht zwingend stapelbar sein. Sie können aus Holz (mit oder ohne Verstärkungen aus Stahl) oder aus Kunststoff gebaut sein. Ähnlich wie bei einer Gitterbox kann eine Wand abklappbar sein.
Paloxen werden z. B. zum Transport oder zur Lagerung von Obst, Gemüse, Altbatterien oder ähnlichem Transportgut benutzt. Dank der mit Transportpaletten identischen Abmessungen des Unterteils können Paloxen mit Flurförderzeug (z. B. Gabelstapler) angehoben und transportiert werden.
Die Bezeichnung „PALOXE“ als Markenname wurde kreiert von der Utz Gruppe, einem Hersteller dieser Behälter.